# Nyanzapithecus alesi
Pour les articles homonymes, voir Alesi.
Espèce
Nyanzapithecus alesi est une espèce fossile de primates de la famille des Proconsulidae. 

## Systématique
L'espèce Nyanzapithecus alesi est décrite en 2017 par les paléontologues Isaiah Odhiambo Nengo (d) et al.,.

### Fossiles
Selon Paleobiology Database en 2025, cette espèce Nyanzapithecus alesi a une unique collection référencée de fossiles.

### Localisation
Le crâne complet d'un jeune, âgé d'un an et quatre mois, est découvert et signalé en 2017, à Napudet, un site à l'ouest du lac Turkana, au Kenya,.

### Famille
Nyanzapithecus alesi est une espèce fossile de primates de la famille des proconsulidés qui vivait il y a treize millions d'années en Afrique,.

### Publication originale
- (en) Isaiah Nengo, Paul Tafforeau, Christopher C. Gilbert, John G. Fleagle, Ellen R. Miller, Craig Feibel, David L. Fox, Josh Feinberg, Kelsey D. Pugh et Camille Berruyer et al.c, « New infant cranium from the African Miocene sheds light on ape evolution », Nature, no 548,‎ 2017, p. 169–174 (ISSN 0028-0836, e-ISSN 1476-4687, DOI 10.1038/nature23456).